# Rhytiphora parantennalis
Rhytiphora parantennalis là một loài bọ cánh cứng trong họ Cerambycidae.